# بقعۀ پیرعلم چهارمنار
زیارتگاه پیرعَلَم، منتسب به دوران صفوی یا تیموری، در شهر یزد، خیابان انقلاب، چهارراه بعثت، کوچه بیدآباد (بید و باد)، محله چهارمنار واقع شده است. این اثر تاکنون به ثبت ملی نرسیده است.

بقعه مذکور در گذشته بنایی کوچک مشتمل بر یک اتاق با پوشش داخلی گچی و نمای خارجی کاهگل بود. گنبدی کوچک و کاهگلی موسوم به «کلمبو» بر فراز آن قرار داشت. این بنا قریب به هشتاد سال پیش تخریب و به همت ادارۀ  اوقاف تجدید بنا گردید. در حال حاضر، اثری از بنای اولیه باقی نمانده است. درون بقعه، تنها صورت قبری وجود دارد که احتمالاً متعلق به عارفی به نام «پیرعلم» است. شایان ذکر است که هیچگونه سند و مدرکی دال بر هویت و تاریخ حیات «پیر علم» در دسترس نمی‌باشد. بنای کنونی بقعه به سبک امروزی و با استفاده از آجر ساخته شده است. سقف بنا مسطح و دارای در و پنجره‌هایی آهنی می‌باشد.

## در جستجوی رد پای پیرعلم در تاریخ

محل مغازۀ نانوایی پیرعلم در بازارچه کاشی‌زاده حوض‌ملتکیۀ چهارمنار.اردیبهشت ۱۳۹۹ خورشیدی

در باب شخص عارفی به نام پیرعلم، گرچه در منابع مکتوب و تاریخی اثری یافت نمی‌شود، لکن روایات شفاهی از وی چنین حکایت می‌کنند که در کوچه چهارمنار، بر سر حوض‌ملتکیه، مغازه نانوایی داشته است. روزی به مغازه سیدحسین زیر بازارچه سرچم رفته و در هنگامی که سیدحسین مشغول پخت نان بود، شاخه‌ای گل محمدی از تنور بیرون آورد و به پیرعلم تقدیم نمود. از آن پس، سیدحسین به «سید گل سرخ» شهرت یافت. آنگاه روزی دیگر، سید گل سرخ گذرش به سر حوض ملتکیه افتاد و به مغازه پیرعلم وارد شد. پیر علم که مشغول آماده‌سازی خمیر نان بود، شاخه‌ای گل نرگس از خمیر بیرون آورد و به سید گل سرخ هدیه داد .

در میان عامه مردم، چنین روایت می‌شود که سید گل سرخ با «سید گل مُشکیجه» و «سید گل زرد» معروف به «سید چم» با یکدیگر نسبت خویشاوندی داشته‌اند. برخی نیز بر این باورند که این سه تن برادر بوده و در محله سرچم سکونت داشته‌اند. بقعه آنان نیز در همان محله قرار دارد. بقعه پیرعلم اما در کوچه بیدآباد و محله چهارمنار واقع شده است.

## بررسی تحلیلی و تطبیقی روایات تاریخی درباره پیرعلم
در روایت فوق، ابهاماتی به چشم می‌خورد. نخست آنکه، مستوفی بافقی در عهد صفویه، روایتی مشابه با داستان مذکور بیان می‌دارد، با این تفاوت که به زعم او، شخص خمیرگیری در نانوایی واقع در بازار یزد، دست در خمیر فرو برده و گل نرگسی بیرون می‌آورد و آن را نزد نانوایی به نام سید حسین در محله سرچم – که به زهد و عبادت در میان مردم شهرت یافته بود- می‌فرستد. سید حسین نیز از این واقعه مسرور گشته و دست در تنور کرده، گل سرخی را بیرون آورده و نزد آن خمیرگیر روانه می‌کند.
آن خمیرگیر، با مشاهده این کرامت، پی به ناقص بودن سلوک و معرفت خود برده و دریافت که هنوز در مراتب عالی طریقت راهی بس دراز در پیش دارد و غرور و خودبینی، او را فراگرفته است. از این رو، از شغل خود دست کشیده و در گوشه خانقاهی به عبادت و ریاضت مشغول می‌شود و به «پیرخمیر» (و در گویش مردم، پیرخمید) شهرت می‌یابد. وی سرانجام در همان محل، نزدیک حمام شاه، در حوالی مسجد شاه تهماسب از دنیا می‌رود و به خاک سپرده می‌شود. پس از آن، تمامی خمیرگیران و نانواها، او را به عنوان پیر و مرشد خویش پذیرفته و به زیارت مزارش نائل می‌گشتند .

همچنین مستوفی بافقی، در شرح کرامات سید گل سرخ چنین بیان می‌دارد که وی در دوران شاه اسماعیل صفوی، هنگامۀ یورش ازبکان، از مغازه نانوایی خویش بیرون آمده، در مقابل مقام زنگیان دست در جامۀ خود فرو برده و شراره‌های آتش بیرون می‌آورد. سپاه ازبکان که مایه وحشت مردم شده بودند، با مشاهده این واقعه پا به فرار می‌گذارند. همچنین نقل است که پادشاه ازبکان نیز به واسطه همین کرامات، مرید و ارادتمند سید گل سرخ گشته و پس از وفات او، مزاری باشکوه در جوار خانقاهی زیبا برایش بنا می‌کند .

در روایات شفاهی رایج میان مردم یزد مبنی بر شرح حال پیرعلم و همچنین روایت مستوفی بافقی در خصوص سید گل سرخ، از منظر تاریخ‌نگاری، اختلاط و اشتباهات فراوانی به چشم می‌خورد. با این وجود، به نظر می‌رسد که در لایه‌های زیرین این روایات، حقایقی تاریخی نهفته است که نیازمند تحلیل و تفحص دقیق می‌باشد. ایرج افشار، به سنگ قبری در مزار سید گلسرخ اشاره می‌کند که احتمالاً متعلق به قرن نهم هجری قمری و دوره تیموری است. بر روی این سنگ قبر نام سید معزالدین بن شرف الدین علی بن شمس الدین محمد بن تاج‌الدین ذکر شده است . همچنین، در نزدیکی این بقعه، مزار دیگری وجود دارد که به «سیدسرچم» معروف است و عامه مردم او را «سید گل زرد» می‌نامند. تاریخ وفات وی ۸۵۶ هجری قمری ذکر شده است .

از سوی دیگر، مستوفی‌بافقی در روایت خود، به کرامات سید گل سرخ در جریان حمله ازبکان اشاره کرده و به اشتباه زمان این واقعه را به دوران شاه اسماعیل صفوی نسبت داده است. با این حال، پژوهش‌های تاریخی نشان می‌دهد که حمله ازبکان به یزد در زمان پادشاهی شاه تهماسب اول روی داده است . با توجه به تاریخ وفات سید گل زرد (۸۵۶ ه.ق) و نیز تاریخ احتمالی سنگ قبر سید معزالدین که به قرن نهم هجری تعلق دارد، می‌توان نتیجه گرفت که این دو شخصیت حداقل یک قرن با پیرعلم که در دوره صفوی می‌زیسته، فاصله زمانی داشته‌اند. بنابراین، ارتباط نسبی میان این افراد با پیرعلم، با توجه به شواهد موجود، قابل اثبات نیست.

## بازنگری انگاره‌های رایج دربارۀ پیرعلم
نکته حائز اهمیت آن است که ایرج افشار اذعان می‌دارد در همان بقعه سید گل سرخ، سنگ قبری متعلق به «پیرحسین بن استاد حسن»، متوفی به سال ۹۷۹ هجری قمری، وجود دارد که احتمالاً از بازارچه سرچم به آن مکان منتقل گردیده است . اگرچه عامه مردم یزد، این پیرحسین را همان سید گل سرخ و فرزند مولا موسی بن جعفر می‌دانند  اما لقب «پیر» در تاریخ ایران، غالباً برای اشاره به صوفیان و درویشان به کار می‌رفته است. بنابراین، این پیرحسین نیز از مشایخ و بزرگان اهل تصوف بوده و نمی‌توان او را فرزند امام موسی بن جعفر دانست.

اما اینکه از منظر تاریخ‌نگاری، کدام یک از شخصیت‌های «پیر حسین» یا «سید معزالدین» را باید با سید گل سرخ منطبق دانست، امری است مبهم و نا مشخص. ایرج افشار بر این باور است که سید چم که در دوران تیموریان می‌زیسته، به واسطه نزدیکی مزارش با بقعه سید گل سرخ، بعدها به «سید گل زرد» شهرت یافته است .اگرچه پیر حسین فاقد لقب «سید» است، اما اگر این دیدگاه افشار را به عنوان مبنایی فرضی در نظر بگیریم، این احتمال وجود دارد که سید گلسرخ در واقع همان پیرحسین باشد.

علاوه بر این، با توجه به اینکه مزار پیرخمیر در نزدیکی حمام شاه {طهماسب} واقع بوده و از سوی دیگر، می‌دانیم که میرمیران، حاکم یزد در عصر صفویه، در جوار مسجد شاه طهماسب فعلی (که در دوره پهلوی به کوچه دادگستری و امروزه به کوچه حسینیه بعثت و مسجد شاه طهماسب معروف است) خانقاه و زاویه‌ای به نام «عباسیه» بنا نهاد که محل تجمع و اجتماع صوفیان بوده و در آن نقارۀ مرشدی می‌نواختند  و با عنایت به اینکه پیرخمیر نیز در این محل، به سلوک و طریقت صوفیانه اشتغال داشته، بی‌شک در همان عباسیه مذکور اقامت داشته و معاصر با پیرحسین بوده است. شایان ذکر است که سنگ قبری نیز در آن مزار وجود دارد که بر روی آن، عبارت «لا اله الا الله محمدرسول الله علی ولی الله حقاً حقا» حک شده است و این گونه نگارش و تأکید بر حقانیت ولایت علی بن ابی طالب، بدون تردید ویژه دوران صفویه به بعد است.

افزون بر این، با توجه به روایات متداول در میان مردم مبنی بر نانوا بودن پیرعلم و واقع شدن مغازه وی در حوض ملتکیه چهارمنار، و با آگاهی از این موضوع که پیرخمیر توسط جمعی کثیری از نانواها، به عنوان پیر و مرشد این صنف برگزیده شده، و همچنین با توجه به فعال بودن نانوایی قدیمی تا چند سال پیش در همان بازار حوض ملتکیه، می‌توان این احتمال را مطرح کرد که پیرعلم، یکی از مریدان پیرخمیر در همان دوران صفویه بوده و او نیز به واسطه زهد و تقوای خود، بعدها مورد توجه و علاقه مردم قرار گرفته و مزارش، زیارتگاه اهالی یزد شده است. ذکر این نکته نیز حائز اهمیت است که در میان روایات شفاهی اهالی محله بعثت (میدان‌شاه)، پیرعلم و پیرخمیر را برادر می‌دانند.

شایان توجه است که ایرج افشار به وجود سنگ قبری نیمه‌شکسته در زیارتگاه پیرعلم اشاره می‌کند که علی الظاهر به قرن نهم هجری تعلق دارد و عبارت «توفی الاستاد المکرم ... الدین ...» بر روی آن حک شده است . همانطور که خود افشار نیز بیان می‌دارد، سنگ قبر را ظاهراً متعلق به قرن نهم می‌داند، اما با قاطعیت این موضوع را تأیید نمی‌کند. لذا، احتمال تعلق آن به قرن دهم نیز محتمل است. حتی با فرض متعلق بودن این سنگ و مزار به قرن نهم، با توجه به مدارک و شواهد موجود، باید پذیرفت که پیرعلم از شخصیت‌های عصر صفویه بوده که در این مقبره یا مکانی که احتمالاً پیش از او، خانقاه و محل تجمع صوفیان بوده، مدفون شده است؛ چراکه محله چهارمنار از دوران ایلخانی تا چند دهۀ پیش، یکی از مهم‌ترین مراکز تصوف خانقاهی در یزد به شمار می‌رفته  و وجود خانقاه‌هایی نظیر خانقاه شمسیه، خانقاه غیاثیه، خانقاه ابواسحاقیه، ملتکیه و ... مؤید این مدعاست.

## وضعیت کنونی زیارتگاه پیرعلم

تابلوی کوچۀ تاریخی پیرعلم، یادبود شهید شیرغلامی در محلۀ چهارمنار یزد.پاییز ۱۳۸۷ خورشیدی

در طی شش یا هفت دهه اخیر، به واسطه وجود مقبره پیرعلم، بخشی از کوچه بیدآباد چهارمنار به «کوچه پیرعلم (یادبود شهید شیرغلامی {از شهدای چهارمناری})  » تغییر نام یافته است. امروزه، زیارتگاه پیرعلم توسط اداره اوقاف به انبار این سازمان مبدل گشته و با توجه به بسته بودن دائمی درب این مقبره، هیچ زائر یا مراجعه‌کننده‌ای امکان زیارت و بازدید از مزار پیرعلم را ندارد.